# Quercus protoroburoides
Quercus protoroburoides — вид рослин з родини букових (Fagaceae).

## Проживання
Ендемік Болгарії (гори Рила). Q. protoroburoides — ключова складова гірських дубових лісів; росте на висотах 1340–1450 метрів.